# Dreieck Charlottenburg
De Dreieck Charlottenburg is een knooppunt in de Duitse deelstaat Berlijn. Op deze splitsing sluit de A111 vanaf Dreieck Kreuz Oranienburg aan op de A100, de Berliner Stadtring.

## Geografie
Het knooppunt ligt in de stad Berlijn in de wijk Charlottenburg-Nord van het stadsdeel Charlottenburg-Wilmersdorf. Omliggende wijken zijn Charlottenburg, Siemensstadt, Berlin-Westend en Tegel. Het knooppunt ligt ongeveer 5 km ten westen van de Brandenburger Tor en ongeveer 20 km ten noordoosten van Potsdam. De Dreieck Charlottenburg ligt niet ver van het Schloss Charlottenburg (in het zuiden), de (voormalige) Luchthaven Tegel (in het noorden) en de rivier de Spree (in het zuidoosten).

## Rijstroken
Nabij het knooppunt heeft de A 100 2x3 rijstroken en de A111 heeft er 2x2 rijstroken. Alle verbindingswegen hebben twee rijstroken.

## Knooppunt
Het knooppunt is een snelwegsplitsing. De splitsing verbindt de A100 en de A111 van zuid naar noord en omgekeerd.
De verbindingen naar het oosten en omgekeerd lopen via de afrit Kurt-Schumacher-Platz (voorheen: Kreuz Reinickendorf). 
Het knooppunt vormt een gecombineerde afrit met zowel de afrit Siemensdamm als de afrit Tegeler Weg geïntegreerd.

## Verkeersintensiteiten
In 2010 werd het knooppunt dagelijks door ongeveer 143.000 voertuigen gebruikt. 
| Van                           | Naar                      | Gemiddeld aantal voertuigen per dag | Percentage vrachtverkeer |
| ----------------------------- | ------------------------- | ----------------------------------- | ------------------------ |
| AS Jakob-Kaiser-Platz (A 100) | AD Charlottenburg         | 078.300                             | 5,0 %                    |
| AD Charlottenburg             | AS Spandauer Damm (A 100) | 122.800                             | 4,6 %                    |
| AS Heckerdamm (A 111)         | AD Charlottenburg         | 086.000                             | 4,9 %                    |

## Richtingen knooppunt
| Aansluitende wegen                                 | Aansluitende wegen               | Aansluitende wegen | Aansluitende wegen | Aansluitende wegen                              |
| -------------------------------------------------- | -------------------------------- | ------------------ | ------------------ | ----------------------------------------------- |
|                                                    |                                  |                    |                    | richting Reinickendorf Luchthaven Tegel Hamburg |
|                                                    |                                  |                    |                    |                                                 |
|                                                    | richting Beusselstraße / Wedding |                    |                    |                                                 |
|                                                    |                                  |                    |                    |                                                 |
| richting Wilmersdorf Leipzig / Maagdenburg Dresden |                                  |                    |                    |                                                 |